# Teatro Tuschinski

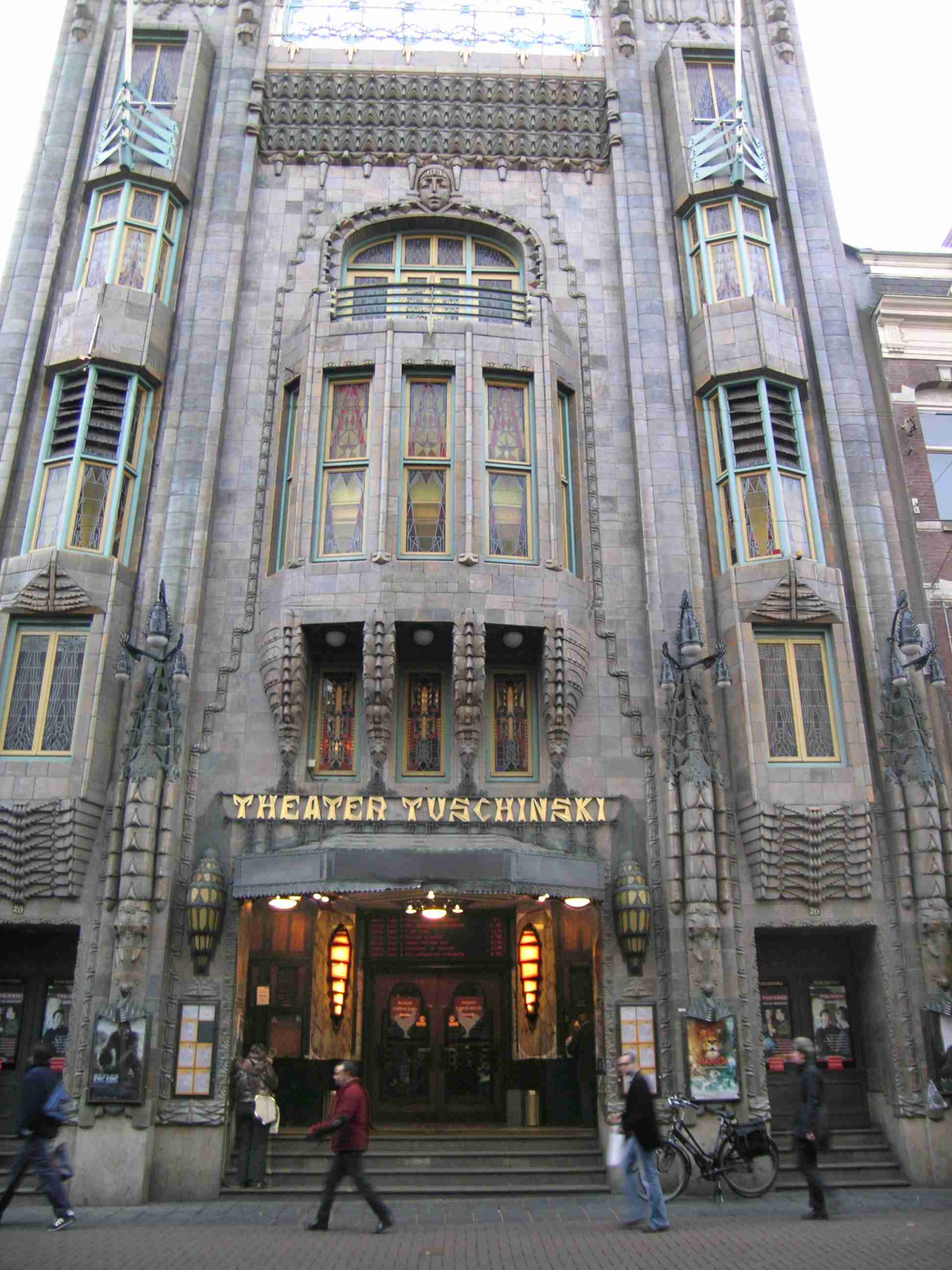
Fachada del teatro (2006)

El Teatro Tuschinski (Theater Tuschinski) es un teatro situado en Ámsterdam. Empezó a utilizarlo el empresario polaco-neerlandés Abraham Icek Tuschinski, quien costeó su construcción por un precio de 4 millones de florines. Diseñado por Hijman Louis de Jong, el teatro aúna diversos estilos artísticos: art déco, modernismo y escuela amsterdamesa. Actualmente, se suele emplear para estrenos de películas.  
La fachada tiene un estilo art decó con influencias orientales para que los visitantes tengan la sensación de que van a entrar en una ilusión. El auditorio principal fue ideado para representaciones teatrales y aún conserva un órgano y un escenario donde se siguen ofreciendo obras teatrales. 
El teatro contaba con un sistema electrotecnológico muy innovador para su época, que permitía mantener todo el teatro ventilado y con una temperatura constante. 
Durante la Segunda Guerra Mundial (1940-1945) se le dio el nombre no-judío de 'Tivoli', y de 1998 a 2002, se reconstruyó y se anexaron tres nuevos auditorios.

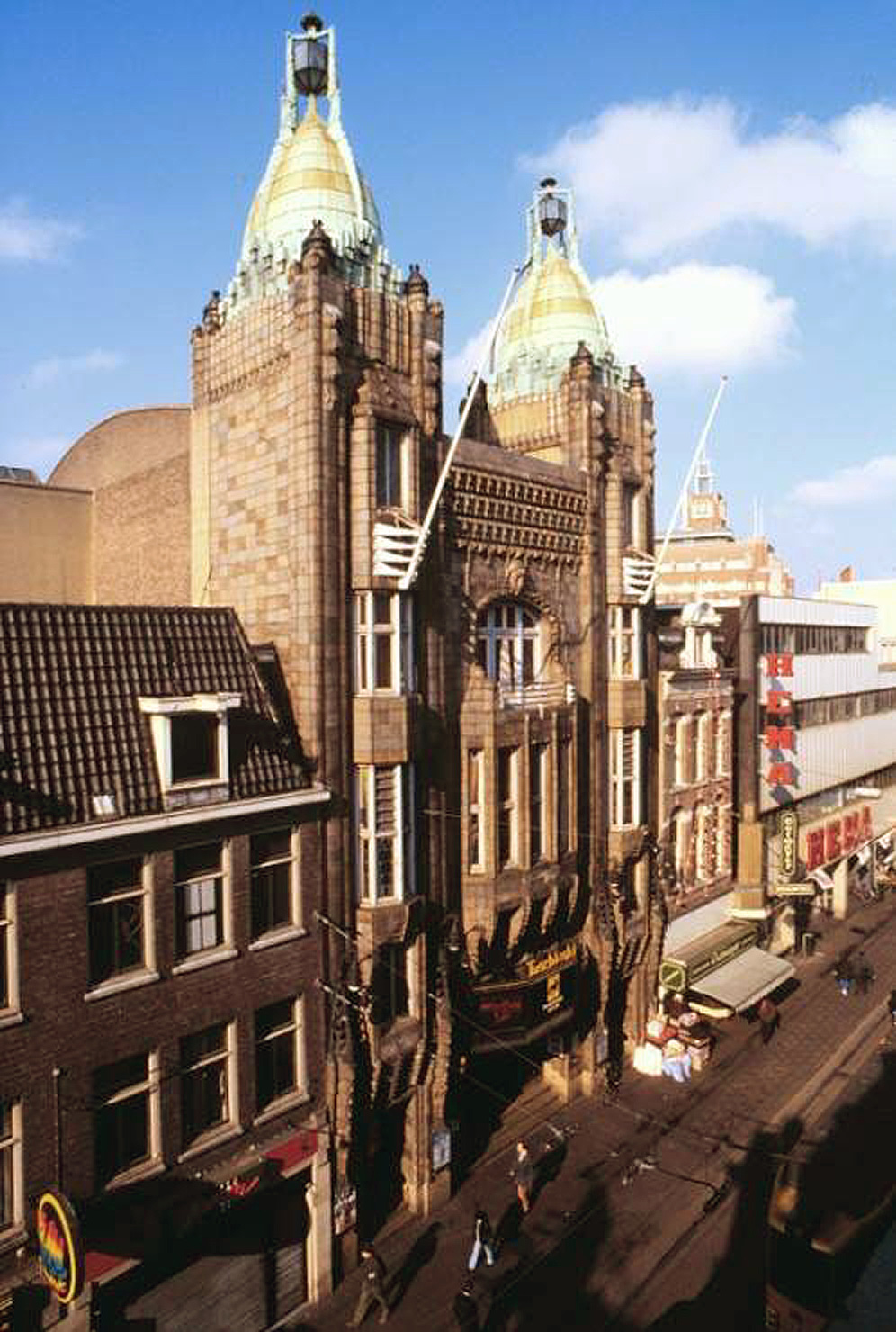
Teatro Tuschinski
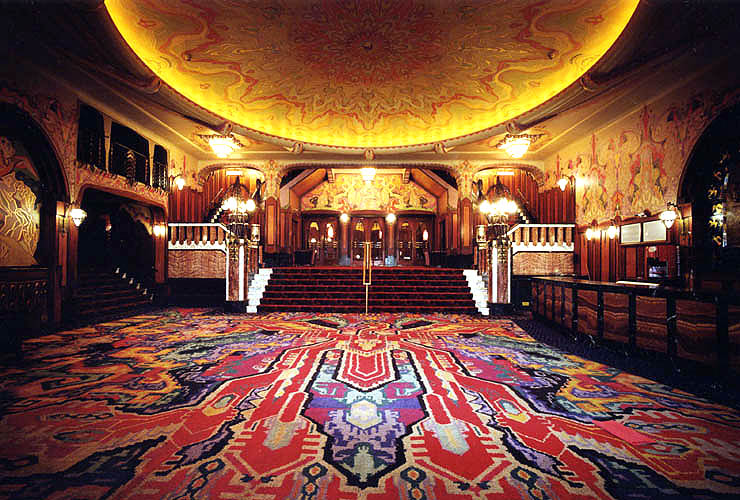
Main foyer
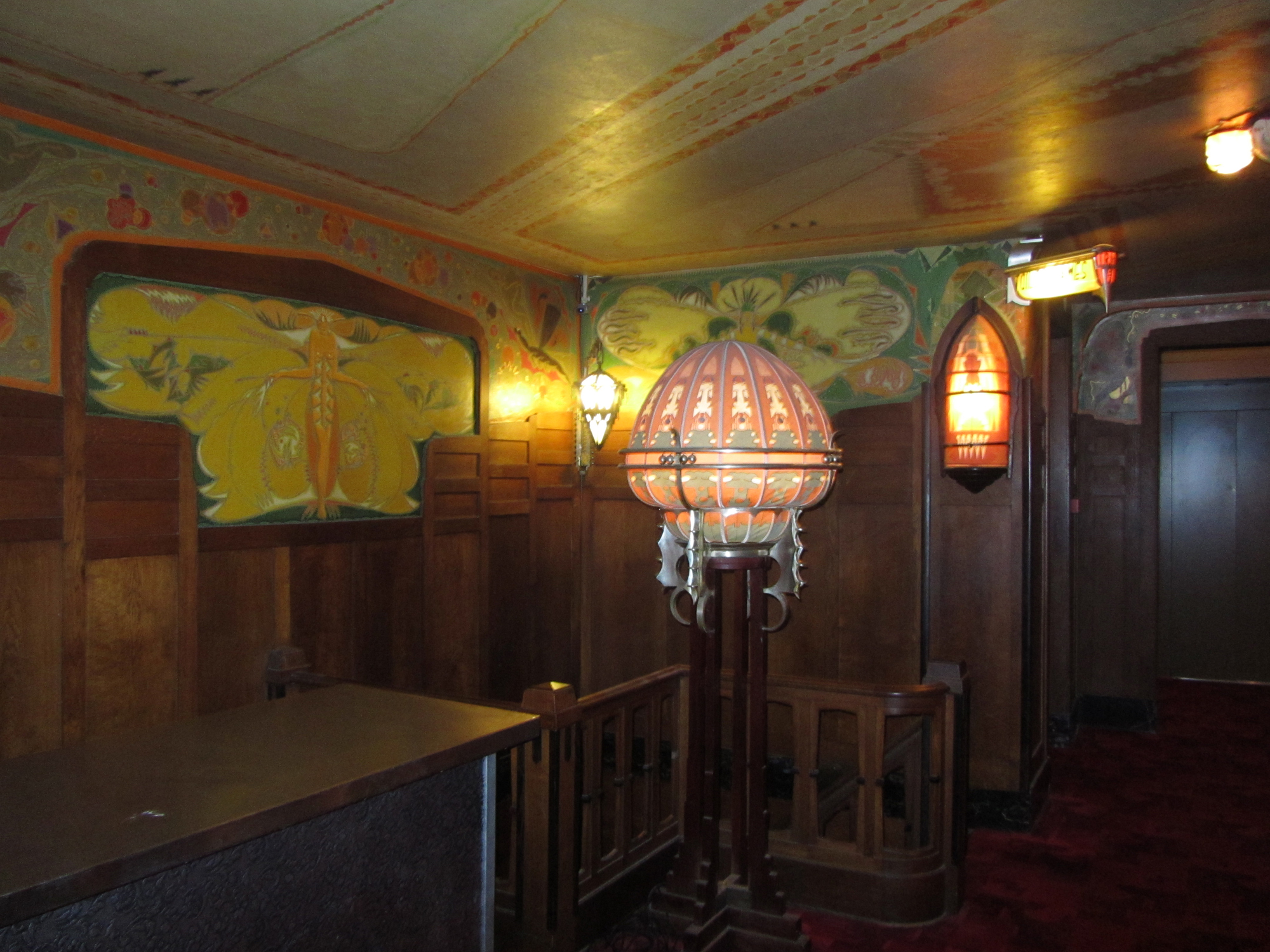
Foyer of the main auditorium